# John Lawson Stoddard
John Lawson Stoddard, född 24 april 1850, död 5 juni 1931, var en amerikansk författare, psalmskrivare och föreläsare som blev populär genom sina reseskildringar.

## Biografi
Stoddard föddes i Brookline, Massachusetts 1850. 1871 examinerades han från Williams College, för att sedan läsa teologi i två år vid Yale Divinity School. Efter det undervisade han latin och franska vid Bostan Latin School.
1874 började han resa runt i världen, och utgav 1884 Red-Letter Days Abroad. Han använde sina reseerfarenheter  för att genomföra en serie populära föreläsningar i Nordamerika. Dessa föreläsningar blev publicerade i bokform som John L. Stoddards Föreläsningar och blev till slut numrerade i tio volymer och fem komplement mellan 1897 och 1898. Dessa böcker inkluderar flera illustrationer härledda från den enorma katalog av fotografier tagna av Stoddard, som täckte alla ämnen, från konst och arkitektur till arkeologi och naturhistoria. Böckerna var otroligt efterfrågade på sin tid och många exemplar finns ännu kvar. Senare i livet publicerade Stoddard även poesi, såväl som religiösa böcker.
Under den senare delen av sitt liv använde han sin förmögenhet för att underhålla sitt hem vid Merano i Italien. Han bidrog väsentligt till byggandet av dess gymnasieskola och till ett hem för hemlösa ungdomar, som nu används som rehabiliteringscenter.

## John L. Stoddards Föreläsningar
- Volym 1: Norge. Schweiz. Aten, Venedig.
- Volym 2: Konstantinopel. Jerusalem. Egypten.
- Volym 3: Japan (två föreläsningar). Kina.
- Volym 4: Indien (två föreläsningar). Det passionerade spelet.
- Volym 5: Paris. Det vackra Frankrike. Spanien.
- Volym 6: Berlin. Wien. Sankt Petersburg. Moskva.
- Volym 7: Rhen. Belgien. Holland. Mexiko.
- Volym 8: Florens. Neapel. Rom.
- Volym 9: Skottland. England. London.
- Volym 10: Södra Kalifornien. Grand Canyon vid Coloradofloden. Yellowstone nationalpark

Komplement volymer: 
- Nr 1. Irland (två föreläsningar). Danmark. Sverige.
- Nr 2. Kanada (två föreläsningar). Malta. Gibraltar.
- Nr 3. Sydtyrolen. Runt Gardasjön. Dolomiterna.
- Nr 4. Sicilien. Genua. En tur genom Engadin
- Nr 5. Comosjön. övre Donau. Böhmen

## Övrigt
I boken Den store Gatsby nämns Volym 1 av Stoddards Föreläsningar som en av böckerna i Gatsbys bibliotek.
Han var far till författaren och rasantropologen Lothrop Stoddard.